# Cataplasma
Una cataplasma es un tratamiento tópico de consistencia blanda y, normalmente, caliente, que se aplica con varios efectos medicinales; especialmente cuando los efectos son calmantes, antiinflamatorios o emolientes.
Hasta la aparición de los antibióticos, las cataplasmas fueron utilizadas como remedio casero habitual contra los estados de congestión bronquial. Hoy en día se consideran tratamientos de tipo "alternativo" o "naturista", aunque se utilizan de forma habitual en tratamientos de estética.
También se utilizan las cataplasmas en otro campo completamente distinto: el tratamiento de materiales.

## Tipos
- Algunos Nativos americanos maceran calabazas para utilizarlas como cataplasmas.[1]

- Las cenizas de los cataplasmas puede causar una quemadura química.[2]

## Forma de preparación
Tradicionalmente las cataplasmas se hacían con harina de lino, trigo u otros cereales ricos en fibra vegetal para aprovechar la calidad de absorción de dicha fibra. Esta harina se mezclaba con agua caliente y el compuesto activo (por ejemplo, mostaza). La pasta resultante, todavía caliente, se ponía en contacto con la herida y luego se cubría con una pieza de arpillera o un material similar para finalmente vendar la zona.
En belleza es común utilizar  arcillas  o barros en vez de harinas vegetales. La forma de preparación es similar a la de las cataplasmas tradicionales, pero actualmente se utilizan toallas de lino en vez de arpilleras y no siempre se aplican en caliente.
En el ámbito deportivo las cataplasmas de ciertas plantas como la col se emplean desde tiempos inmemoriales para las inflamaciones, contusiones y esguinces.

## Uso en veterinaria
Las cataplasmas son un tratamiento común para aliviar inflamaciones en los caballos. Normalmente se aplica a la parte inferior de las patas usando una venda especial que focaliza el tratamiento en los tendones de esa área especialmente proclive a las lesiones. A veces, las cataplasmas se aplican como simple medida profiláctica después de que el caballo haya trabajado duro, o después de una carrera campo a través.

## Uso en el tratamiento de materiales
Las cataplasmas se utilizan con distintas bases como  tierra de diatomeas, bicarbonato de sodio o talco para hacer desaparecer las manchas persistentes de distintas piedras porosas, como las manchas de aceite o las producidas por el contacto con el metal.